# Massac (Aude)
Massac  ist eine französische Gemeinde mit 28 Einwohnern (Stand 1. Januar 2022) im Département Aude in der Region Okzitanien. Sie gehört zum Arrondissement Narbonne und zum Kanton Les Corbières.

## Lage
Das Gemeindegebiet ist Teil des Regionalen Naturparks Corbières-Fenouillèdes. Hier entspringt der Fluss Torgan.
Nachbargemeinden von Massac sind Dernacueillette im Nordosten, Montgaillard im Osten, Rouffiac-des-Corbières im Südwesten und Laroque-de-Fa im Westen.

## Sehenswürdigkeiten
- Dolmen des Trois Pierres

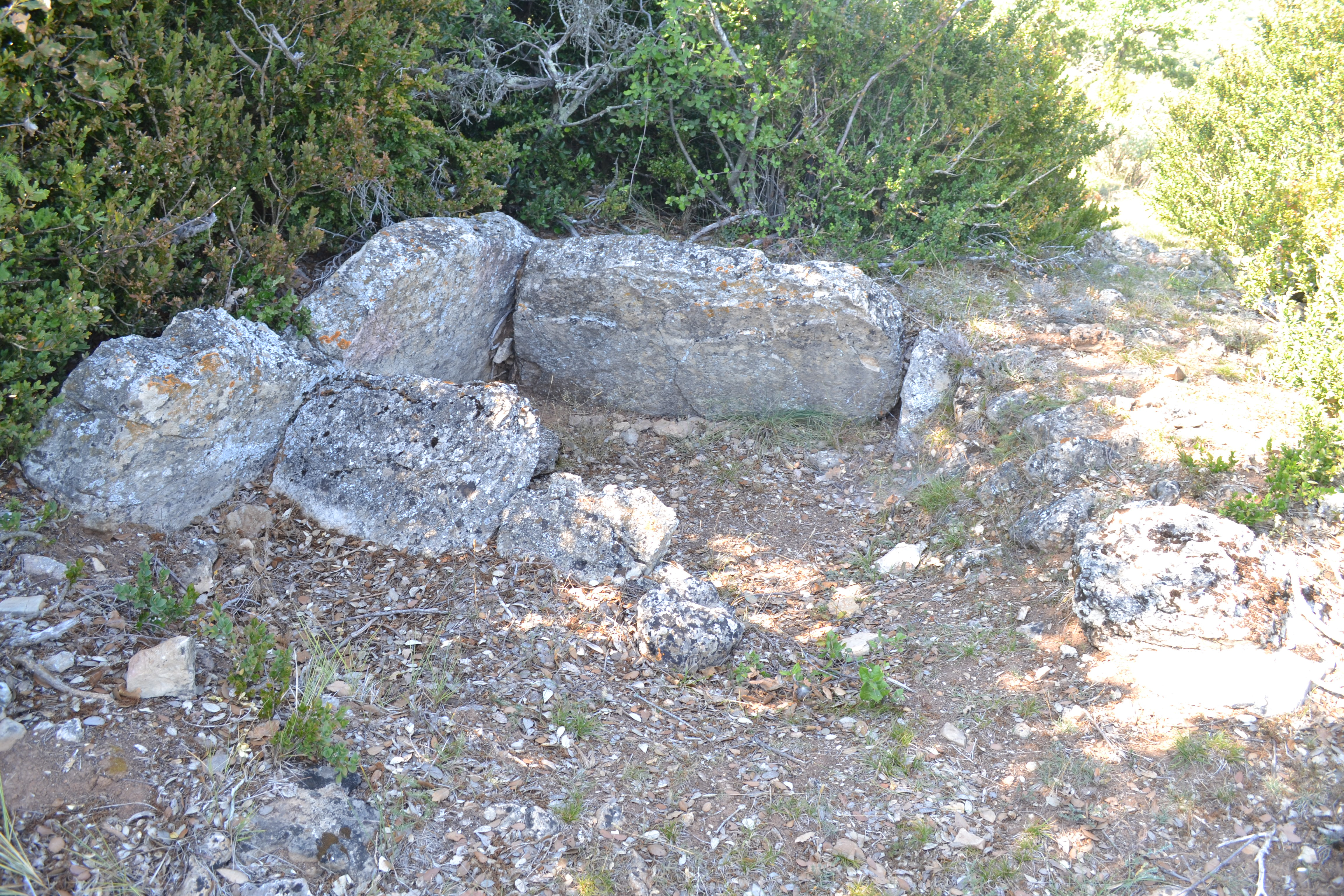
Dolmen des Trois Pierres

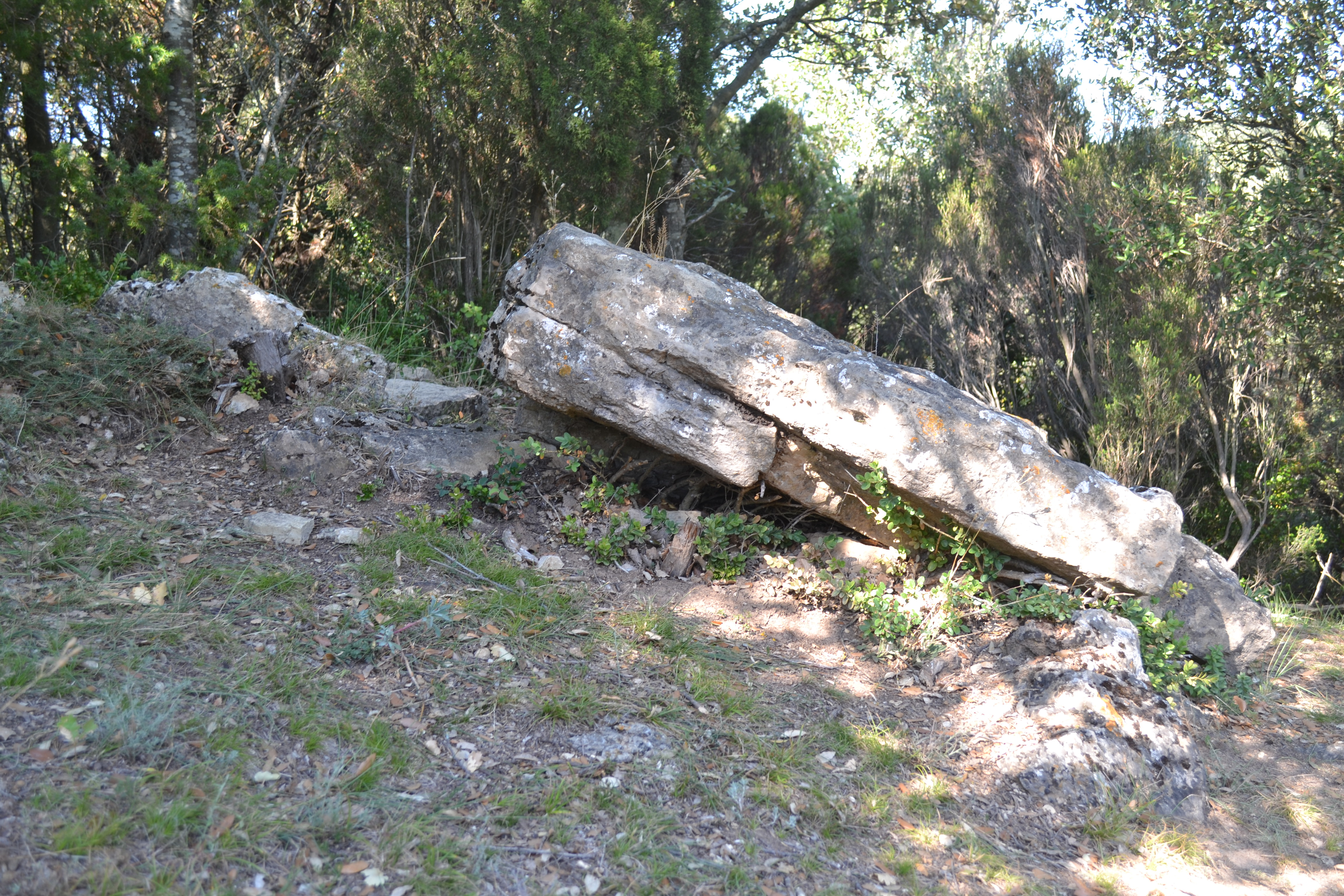
Dolmen La Table des Morts

- Dolmen La Table des Morts, auch Dolmen de l'Arquette

## Bevölkerungsentwicklung
| Jahr      | 1962 | 1968 | 1975 | 1982 | 1990 | 1999 | 2013 |
| Einwohner | 60   | 36   | 27   | 32   | 22   | 20   | 31   |

## Persönlichkeiten
- Olivier de Termes (um 1200–1274), Seigneur de Massac